# Astragalus roemeri
Astragalus roemeri är en ärtväxtart som beskrevs av Lajos von Simonkai. Astragalus roemeri ingår i släktet vedlar, och familjen ärtväxter. Inga underarter finns listade i Catalogue of Life.